# H&M
H&M 헤네스 앤드 모리츠 AB(영어: H & M Hennes & Mauritz AB)는 스웨덴에 본거지를 둔 지갑 브랜드이자 의류 회사로 알려져 있다. 1947년 베스테로스에서 헤네스라는 이름의 여성의류 전문판매제조업체로 창립되었고, 1968년 스톡홀름의 모리츠 위드포스라는 사냥용품 업체를 인수하여 남성복을 함께 다루며 헤네스 앤드 모리츠가 되었다. 이후 종합 의류유통 브랜드로 헤네스와 모리츠의 약자 H&M으로 부르게 되었고, 최신 패션에서부터 베이직에 이르는 패션을 좋은 품질과 합리적인 가격으로 제공하는 브랜드로 인기를 끌었다. 1990년대 후반부터 패스트패션의 열풍과 함께, 세계 여러 나라에 많은 매장을 개설하였다. 2014년 H&M은 55개국 3,500개의 지점을 보유하고 있으며, 2013년 기준으로 116,000명의 직원을 보유하고 있다. 2011년 말에는 2,325개 지점, 2012년 8월 말에는 2,629개 지점을 개설하였으며 2013년 9월 중국 청도에 3,000번째 지점을 개설하였다.

## 역사
1946년 회사 설립자 Erling Persson 은 미국 여행 중 매력적인 가격에 패션의류를 제공할 사업 아이디어를 생각해내었고, 1947년 그의 최초의 매장인 여성의류업체 “Hennes”를 스웨덴 Vasteras에 세웠다. “Hennes”는 스웨덴어로 “그녀를 위해” 또는 “그녀의” 라는 뜻이다. 1968년에는 의류소매업자 Mauritz Widforss와 함께 회사명을 “Hennes & Mauritz”(H&M)으로 바꾸고 남성의류를 함께 판매하기 시작했다.

## 브랜드
인터브랜드 2014년 브랜드 가치 평가 랭킹에서 H&M은 전체 브랜드 중 21위로 선정되었다. H&M의 가치는 약 210억 달러로 추정된다. 22위는 나이키로 약 199억 달러이다. 같은 SPA업체인 ZARA는 전체순위 36위로 약 121억 달러이다. H&M은 H&M브랜드 이외에도 6개의 하위 브랜드로 구성되어 있다.

### COS(Collection of Style)
2007년 로열 아카데미(Royal Academy) 패션쇼에서 런칭된 COS는 전형적인 H&M의 패스트패션 제품보다 가격이 높게 형성되어 있는 프리미엄 브랜드이다. COS는 현재 세계 19개국에서 116개의 매장과 온라인 쇼핑몰을 가지고 있다.

### & Other Stories
& Other Stories는 2013년에 런칭된 여성 잡화 브랜드이며 20개의 매장과 온라인쇼핑몰을 보유하고 있다.

### FaBric Scandinavien AB
2008년 H&M은 스웨덴 패션업체 FaBric Scandinavien AB의 지분 60%를 매입하고 2010년에 잔여 지분을 5억 5200만 크로나에 매입하였다. 이 회사는 Cheap Monday, Monki, Weekday라는 3개의 브랜드를 보유하고 있으며 각각 다른 컨셉트로 운영된다.

### Arket
H&M의 8번째 브랜드이자 고급화 브랜드로 COS와 H&M의 중간 라인을 맡고 있다.

## 마케팅
H&M은 해외 시장에서의 성공과는 달리, 국내 시장에서는 실적 부진을 거듭하고 있다. 회사의 공격적인 마케팅을 소비자가 구매로써 보답해주지 않고 있다. 다른 SPA브랜드(ZARA, 유니클로 등)과 비교했을 때 H&M의 부진은 한층 두드러진다. 이 같은 현상의 원인은 H&M의 한국화 실패라는 것이 업계의 분석이다. 그러나 해외에서는 환경 이슈인 '패스트 패션'을 지양하고 앞장서서 환경보호를 촉구하는 등 다양한 지속가능한 환경을 위한 마케팅을 시행하고 있다.

## 노동 문제
2011년 8월, 캄보디아 H&M공장에서 약 200명의 노동자가 기절하였다. 공장 내 매연과 낙후된 환기시설, 그리고 영양부족이 원인으로 지적되었다. 캄보디아의 최저임금은 한 달에 66달러(한화 약 8만원)이며, 이것은 세계인권단체가 지정한 최저요건의 절반에도 못 미치는 수준이다.
방글라데시와 국제 노동 연합은 2011년에 의류 공장에 독립된 조사를 실행하는 건을 포함하는 구체적인 안건을 제안하였다. 이 계획은 조사관들이 안전하지 못한 공장들을 폐쇄시킬 힘을 가지게 할 것을 요구했다. 이 제의는 공급자와 소비자 그리고 노조간의 법적 구속력이 있는 계약을 수반하였다. 2011년 다카에서의 회의에서 H&M을 포함한 북미와 유럽 의류기업들은 제안을 거절하였다. 2013년 Savar Builiding 붕괴사고 이후에 H&M과 다른 의류소매기업들은 방글라데시 의류생산업체 안전기준협약에 서명하였다.
2013년 5월 19일 H&M의 의류상품을 생산하는 캄보디아 프놈펜의 섬유공장에서 붕괴사고로 여러 노동자가 부상을 당하였다. 이 사고로 사람들은 산업안전규정에 대한 우려를 표하고 있다. 2013년 11월 25일에 H&M은 2018년까지 모든 섬유 노동자에게 “생명 수당”을 지급할 것을 목표로 하였으며, H&M은 방글라데시를 포함하여 다수의 의류생산업체가 아웃소싱의 형태로 이용하는 많은 아시아 정부들은, 그들의 안 좋은 작업환경에 대해서 너무 늦게 반응하고 있다고 말하였다. 이후 방글라데시 노동자들의 임금은 월 3,000 타카(방글라데시 타카)(약 48,000원)에서 월 5,300 타카(약 84,000원)로 증가하였다.
2014년 4월, 멸종 위기에 처한 숲을 보존하기 위해 H&M은 ZARA를 포함한 다수의 의류기업들과 함께 생산 및 공급과정 변혁에 참여하였다. H&M은 비영리환경단체 Canopy와 협력하여 멸종위기에 처한 숲과 고대 산림을 보호하고 있다.

## 자선 활동
H&M 재단은 2014년부터 유아 교육 프로그램을 지원하기 위해 유니세프와 파트너십을 맺고 있다. H&M은 2013년 2월부터 중고 의류 대신에 바우처를 제공한다. 기부 된 의복은 제로 - 폐기물 경제를 창출하기 위해 중고 의류를 용도 변경 및 재활용하는 소매상인 I : CO에서 처리한다. 이 사업은 Marks & Spencer가 Oxfam과 공동으로 2012년 4월에 시작한 의류 수거 바우처 프로그램과 유사하다. 2014년 4월 H&M은 Zara 및 기타 의류 업체와 협력하여 멸종 위기에 처한 산림의 피해를 줄이기 위해 공급망을 변경했다. H&M은 비스코스 캐노피(Canopy)와 협력하여 멸종 위기에 처한 고대 삼림을 비스코스 및 레이온 직물용 용해 가능한 펄프 공급 체인에서 제거했다. 2015년 8월, H&M은 재활용 기술 및 기술 발전을 위해 백만 유로 상을 수여 할 것이라고 발표했다. H&M 재단은 아이들을 위한 교육, 세계적인 깨끗한 물 이용, 세계적 규모의 여성 강화 및 환경 인식과 같은 긍정적인 변화를 구현하고 생활 수준을 향상시키기 위해 설립된 비영리 재단이다. 페르손 가족, 설립자 및 H & M 소유주가 개인적으로 후원한다. 페르손 가족 (Persson Family)은 2013년부터 H & M 재단에 11 억 1 천만 달러 (US $1억 580만 달러)를 기부하는 등 기부금에 큰 공헌을 했다.

## 같이 보기
- 갭 (기업)
- 자라 (브랜드)
- 캘빈 클라인
- 타미 힐피거